# Гермоген Понтик
Гермоген Понтик (IV век) — префект претория периода домината. Упоминается лишь в «Римской истории» Аммиана Марцеллина. По-видимому, так как упоминается Марцеллином в связи со скифопольским процессом, был префектом претория в Египте. Слыл человеком мягким в делах касающихся наказаний, поэтому в ходе расследования (скифопольский процесс), участия не принимал. Точное время его службы в качестве префекта претория неизвестно, но однозначно, что в 359 году он находился в этой должности.